# Список керівників держав 873 року
Список керівників держав 873 року — це перелік правителів країн світу 873 року.
Список керівників держав 872 року — 873 рік — Список керівників держав 874 року — Список керівників держав за роками

## Європа
- Абхазьке царство — Іоанн Шавліані (871—873); Адарнасе Шавліані (873-887)
- Королівство Східна Англія — суб-король під скандинавами Освальд (870—876)
- Королівство Астурія — Альфонсо III Великий (866—910)
- Блатенське князівство — Коцель (861—876)
- Перше Болгарське царство — Борис I (852—889)
- Брихейніог — Елісед ап Теудр (840—885)
- Волзька Болгарія — Шилкі (865—882)
- Венеційська республіка — дож Орсо I Партичипаціо (864—881)
- Вессекс — Альфред I Великий (871—899)
- Візантійська імперія — Василій I Македонянин (867—886)
  - Неаполітанське герцогство — Сергій II (870—877)
- Королівство Гвент — Фернфел ап Меуріг (860—880)
- Гвікке — до 994 немає даних.
- Королівство Гвінед — Родрі II Великий (844—878)
- Король Шотландії — Костянтин I (862—877)
- конунґ данів — Сіґфред і Гальфдан (871—877/891)
- Дівед — міжцарствування. До 878 року невідомо.
- Конволл — король Донарт (865—876)
- Ірландія — верховний король Аед Фіндліах (862—879)
  - Айлех — Аед Фіндліах мак Нейлл (855—879)
  - Айргіалла — Конгалах мак Фіннахта (852—874)
  - Дублін (королівство) — Івар Безкосний (871—873); Остін мак Амлайб (873-875)
  - Коннахт — Конхобар МакТайдг Мойр (848—882)
  - Ленстер — Домналл (871—884)
  - Король Міде — Доннхад мак Аедакайн (864—877)
  - Мунстер — Дункан I мак Дуйб-да-Байренн (872-888)
  - Улад — Лехлобар мак Лойнгсіг (857—873); Айнбіх мак Аедо (873-882)
    - Конайлле Муйрхемне — Гайбріх май Майл Брігте (869—878)
    - Ві Ехах Кобо — Коналлан мак Маеле Дуїн (853—882)
- Кахетія — Гавріїл (861—881)
- Італія:
- Король Італії — Людовик I (855—875)
  - Князівство Капуанське — Ландульф II (863—879)
  - Князівство Беневентське — Адельчіз (854—878)
  - Герцогство Гаета — Доцибіл I (866—906)
  - Салернське князівство — Гвайфер (861—880)
  - Сполетське герцогство — Суппо II (871—876)
  - Герцогство Фріульське — Унрух III (863—874)
- князь Ладозький — Рюрик (862—879)
- Мерсія — Бурґред (852—874)
- Морганнуг — Гівел ап Ріс (856—886)
- Критський емірат — Шу'яб I (855—880)
- Королівство Наварра — Гарсія II Хіменес (870—882)
- Кордовський емірат — Мухаммед I (852—886)
- Німеччина:
  - Герцогство Баварія — Карломан (865—880)
  - Архієпископ Зальцбургу — Адалвін (859—873); Адальберт I (873-874)
  - Герцогство Саксонія — Бруно (866—880)
- Король Норвегії — Гаральд I Прекрасноволосий (872-930)
- Королівство Нортумбрія — Ріксіг (872-876)
- Королівство Повіс — Родрі Великий (854—878)
- Графство Португалія — Вімарано Переш (868—873); Лусідіо Вімаранеш (873-922)
- Сейсіллуг — Каделл ап Родрі (871/872-909)
- Стратклайд — Рун ап Артгал (872-878)
- Велика Моравія — князь Святополк (871—894)
- Україна — Київські князі — Аскольд і Дір (860—882)
- Західне Франкське королівство — Карл II Лисий (843—877)
- Східне Франкське королівство — Людовик II Німецький (843—876)
  - Графство Арагон — Аснар II Галіндес (867—893)
  - Герцогство Аквітанія — Людовик II Заїка (867—879)
  - Архграф Верхньої Бургундії — Родфруа (870—895)
  - Герцогство Васконія — герцог Санш III Мітарра (864—893)
  - Бретонське королівство — Саломон (857—874)
  - Графство Керсі — Ед (872-898)
  - Графство Мен — Гозфрід (865—878)
  - Графство Тулуза — Бернар (863—877)
  - Урхельське графство — Вільфред Волохатий (870—897)
  - Фландрія — Балдуїн I Залізна Рука (864—879)
- Хозарський каганат —Манасія II (868/870-890)
- Хорватія — Домагой (864—876)
- Швеція — Рінґ Ерікссон (855/882-910)
- Святий Престол; Папська держава — папа римський Іван VIII (872—882)
- Вселенський патріарх — Ігнатій (867—877)
  - Тбіліський емірат — Іса ібн аш-Шейх (870—876)

## Азія
- Близький Схід:
  - Багдадський халіфат — Ахмад аль-Мутамід (870—892)
    - Алавіди — Хасан ібн-Зейд (864—883)
    - Вірменський емірат — Іса ібн аш-Шейх аз-Зухрі аш-Шейбані (869—875)
    - Дербентський емірат — Хашим II (869—884)
    - Зіядіди — Ібрагім ібн Мухаммед (859—902)
    - Держава Ширваншахів — Хайсам ібн Халід (861—880)
    - Яфуриди — Мухаммед бін Яфур (872-892)
- Індія:
  - Західні Ганги — Рачамалла II (870—907)
  - Гуджара-Пратіхари — Міхіра Бходжа I (836—885)
  - Камарупа — Балаварман III (860—880)
  - самраат Кашмірської держави (Династія Утпала) — Авантіварман (855—883)
  - Імперія Пала — Віграхапала (872-873); Нараянпала (873-927)
  - Династія Паллавів — Нріпутунгаварман (869—880)
  - Держава Пандья — Варагунаварман II (862—880)
  - Раджарата — раджа Сена II (866—901)
  - Раштракути — Амогаварша (814—878)
  - Саканбарі — нріпа Говіндараджа II (863—890)
  - Східні Чалук'ї — Віджаядітья III (849—892)
  - Чандела — володар Даджхауті Джаяшакті (865—885)
- 1-й магараджа держави Чеді й Дагали Коккала I (850—890)
  - Чола — Адітья I (871—907)
  - Династія Шахі (Кабулшахи, Індошахи) — Лаллія (850—895)
- Індонезія:
  - Матарам — Лакапала (856—880)
  - Сунда (819—891)
  - Шривіджая — до 960 невідомо
- Середня Азія:
  - Киргизький каганат — імена правителів невідомі. Поступовий розпад до 924 р.
  - Саффариди — Якуб ібн Лейс (861—879)
- Китай:
  - Династія Тан — І-цзун (859—873); Сі-цзун (873-888)
    - Iдикут Кучі — до 940 правителі невідомі
- Тибет:
  - володар Західнотибетського царства — Одсрун (842—893)
  - володар Центральнотибетського царства — Юмдан (842—875)
- Наньчжао — Мен Шилун (859—877)
- Корея:
  - Об'єднана Сілла — ісагим (король) Кьонмун (861—875)
  - Пархе — тійо Кьон (871—895)
- Паган — король П'їнбу (846—876)
- Персія:
  - Тахіриди — Мухаммад ібн Тахір (862—873). Завойоване Саффаридами.
- Кхмерська імперія — Джаяварман III (850—877)
- Японія — Імператор Сейва (858—876)

## Африка
- Аксумське царство — невідомий цар (857—897)
- Аббасиди — Ахмад аль-Мутамід (870—892)
  - Берегвати — Юнус ібн Іл'яс (842—888)
  - Некор (емірат) — Саїд II ібн Саліх (864—916)
- Ідрісиди — Ях'я II ібн Ях'я (864—874)
- Макурія — Георгіос I (854/856-920)
- Мідрариди — Маймун аль-Амір (867—877)
- Рустаміди — Абу Бакр ібн Афлах (872—874)
- Тулуніди — Ахмед (868—884)